# Prinzregententorte
Prinzregententorte (tyska [ˈpʁɪnts.ʁeˌɡɛntənˌtɔʁtə]) är en tårta från Bayern i södra Tyskland.
En Prinzregententorte består av minst sex till åtta, tunna lager av génoisetårtbottnar med chokladsmörkräm emellan dem och en toppning av aprikossylt på den sista. Utsidan är täckt av mörk chokladglasyr.
Vem som är tårtans upphovsman är fortfarande omtvistat, men att tårtan namngavs för att hedra Luitpold av Bayern, som var prinsregent i Kungariket Bayern från 1886 är helt klarlagt. Mest trolig skapare anses den bayerske hovkonditorn Heinrich Georg Erbshäuser vara. År 1886 skapade Erbshäuser en tårta med anledning av prins regenten Luitpolds 65-årsdag, tronföljare till kung Ludvig II. Den bestod av åtta tunna lager som skulle symbolisera de då åtta bayerska administrativa distrikten (inklusive Pfalz) som existerade fram till 1945. Heinrich Georg Erbshäuser utnämndes år 1890 till kunglig hovleverantör av det bayerska hovet för sina tjänster. Andra källor anger hovkonditor Julius Rottenhöfer eller hovbagare Anton Seidel som upphovsmän.
Prinzregententorte är mycket populär i Bayern och finns i konditorier året runt.